# Balabacea
Balabacea là một chi bọ cánh cứng trong họ 
Elateridae.
Chi này được miêu tả khoa học năm 1974 bởi Ôhira.

## Các loài
Chi này có các loài:
- Balabacea dalawanensis Ôhira, 1974